# 낚시신공
낚시신공은 야심작 정열맨의 프리퀄의 성격을 띈 귀귀의 네이버 웹툰이다. 주인공은 정열맨의 김정열이 아니라 그 작품에 등장하는 허새만의 아버지인 허황이다. 주인공 허황이 낚시신공을 통해 고수고등학교를 평정해나가는 과정을 그렸다.

## 등장인물

### 고수고등학교

#### 1학년

##### 대머리파
- 허황

##### 채소파
- 고구마

채소파 일원. 프롤로그에서 동전치기로 급우 홍당무의 돈을 빼앗다가 담임 선생인 척을 한 허황에 의해 돈을 빼앗기는 대신 구슬을 받게 된다. 이후 허황에게 복수하려 하지만 결국 실패하고, 이후 허황을 도와준다. 하지만 2부에서 문구파에 의해 머리를 크게 다친다. 그 이후 병원에 입원했으나 마분지와 수정액이 고구마를 죽이려고 하지만 교장 장황작의 도움으로 생존한다. 2부 마지막회에서는 문방구가 죽고난 뒤, 고구마는 눈을 뜨게 되고 낚시신공 2부는 마무리가 된다. 에필로그에선 이삿짐 센터를 차려 허황이 사는 동네로 이사를 오게 된다.
- 故 홍당무

채소파 일원. 동전치기로 돈을 모두 빼앗겼지만 이번엔 허황이 고구마의 돈을 빼앗자 지갑을 꺼내라고 하지만 결국 실패한다. 2부에서는 문구파에게 습격당해 사망한다.
- 故 감자

채소파 일원. 고구마와 홍당무와 함께 허황이 빼앗은 돈을 도로 되찾으려 했지만 역시 실패한다. 2부에서는 홍당무의 죽음에 슬퍼하다가 자신도 결국 문구파에 의해 사망한다.
- 故 도마도

고구마, 홍당무, 감자와 같은 채소파 일원이지만 이들과는 반이 다르다. 이들의 사정을 알게 된 뒤 우엉을 시켜 허황이 빼앗은 돈을 도로 되찾으려다가 실패한다. 2부에서는 우엉과 함께 죽을 위기에 처했으나, 우엉이 대걸레로 문구파를 해치우자 우엉을 응원한다. 하지만 조은풀을 해치우려다가 역전돼 죽자 이에 분노하며 조은풀에게 달려들다가 결국 사망한다.
- 故 우엉

도마도처럼 다른 채소파와는 반이 다르다. 도마도에 의해 허황을 패려고 했지만 실패하고 만다. 이후 협력 관계가 됐지만 2부에서 문구파에 의해 죽을 위기에 처했으나 대걸레로 문구파를 해치운다. 하지만 결국 생명이 다하여 피를 토하며 사망한다.

##### 故 철물파
- 故 전기톱

철물파 일원. 처음엔 철물파 지망생이었다가 곧 공구점에 의해 정식 철물파 일원이 되고 1학년 대장을 수여받는다. 하지만 문방구에 의해 사망한다.

##### 기타
- 김돌돌

허황의 급우. 처음엔 지우개와 연필에게 당하다가 결국 허황에게 당한다. 이후 정열맨 3부에서 군대에서 복무하고 있는 모습이 나오면서 생존했음을 보여주었다.
- 故 김창환, 故 한규영

1화 초반에 명포수가 출석으로만 부르고 얼굴이 나오지 않은 1반 학생들. 2부 11화의 뉴스에 보도에 따르면 생존자 명단에서 제외된 것과 근황이 나온다는 김돌돌와는 달리 행방이 나온다는 예고도 없는 걸로 보아 사망한 걸로 추정된다.

#### 2학년

##### 故 문구파
- 문방구

문구파 두목. 연필과 지우개가 허황에게 당한 걸 안 뒤, 허황을 비웃다가 허황의 각목을 머리에 맞는다. 이에 분노한 문방구는 허황을 해치우려다가 역전돼 쓰러진다. 이후 뒷산에서 본드를 불다가 길을 잃어 한참을 헤매다가 우연히 해태신공의 비법서인 해태진경을 습득한다. 이후 살육전을 펼치게 된다. 2부 마지막회에서는 허황의 환상소환에 낚이고 아킬레스건을 맞아 쓰러졌는데 허황이 총을 못 쏘게 막았지만, 결과 총을 잡은 허황이 슬라이딩을 하며 머리에 헤드샷을 날리자 문방구 자신도 사망한다. 이로써 문구파들은 모두 전멸당했다. 죽은줄만 알았던 문방구가 정열맨 3부에서 출연한다.
- 故 도화지

문구파 2인자. 연필과 지우개가 허황에게 당한 걸 안 뒤, 허황을 해치우려다가 역전돼 쓰러진다. 이후 문방구에 의해 해태진경을 습득한다. 이후 살육전을 펼치게 된다. 하지만 경찰에게서 빼앗은 허황의 총에 의해 사망한다.
- 故 만년필

문구파 3인자. 허황을 비웃다가 허황에게 당한다. 이후 문방구에 의해 해태진경을 습득한 뒤 살육전을 펼친다. 하지만 허황을 해치우려다가 명포수에 의해 사망한다.
- 故 사인펜

문구파 4인자. 뒤에서 거북등의 배를 뚫었다. 하지만 거북등의 등에 밀려나가 결국 사망한다.
- 故 공책

문구파 5인자. 거북등을 해치우기 위해 말을 돌리다가 사인펜이 죽자 그 즉시 거북등에게 달려들다가 사망한다.
- 故 지우개

문구파 7인자. 처음엔 돈을 뜯기 위해 연필과 함께 김돌돌을 괴롭히다가 허황에게 당한다. 이후 문방구에 의해 해티진경을 습득한 뒤 살육전을 펼친다. 연필이 죽고 나서 항복하려고 했으나 허황인 쏜 총알이 왼쪽 눈을 관통해 사망한다.
- 故 연필

문구파 일원. 돈을 뜯기 위해 지우개와 함께 김돌돌을 괴롭히다가 허황에게 당한다. 이후 문방구에 의해 해태진경을 습득한 뒤 살육전을 펼친다. 도화지가 죽자 허황에게 말을 하려고 하나 머리에 총을 맞고 사망한다.
- 故 조은풀

문구파 11인자. 우엉과 도마도를 죽였지만 자신도 왕대손에 의해 사망한다.
- 故 김찰흙

문구파 19인자. 도마도의 머리에 구멍을 뚫으려다가 우엉의 대걸레에 의해 사망한다.
- 故 지점토

문구파 20인자. 우엉의 대걸레에 의해 사망한다.
- 故 나침반

문구파 일원. 내기에서 져 왕대손을 습격하지만 사망한다.
- 故 수정액

문구파 일원. 문방구에 의해 고구마를 죽이려다가 그를 보호하던 장황작에 의해 사망한다.
- 故 마분지

문구파 일원. 문방구에 의해 고구마를 죽이려다가 장황작에 의해 사망한다.
- 故 가위

문구파 일원. 석삼의 낫에 목이 잘려 사망한다.
- 故 형광팬

문구파 일원. 석삼을 죽였지만 자신도 두식에 의해 사망한다.

##### 故 철물파
- 故 공구점

철물파 두목. 문방구를 비웃다가 곧 2부에서 문방구에 의해 사망한다.
- 故 장도리

철물파 일원. 2부 11화 뉴스에서 생존자 명단에 없는 걸로 보아 사망한 것으로 추정된다.
- 故 송곳

철물파 일원. 생존자 명단에 없는 걸로 보아 사망한 걸로 추정된다.
- 故 오함마

철물파 일원. 생존자 명단에 없는 걸로 보아 사망한 걸로 추정된다.

#### 3학년

##### 故 부엌파
- 故 나무저

부엌파 일원. 국자와 말다툼을 하다가 살육을 일삼는 도화지를 나무 젓가락 총으로 쏘려고 했지만 결국 사망한다.
- 故 국자

부엌파 일원. 나무저와 말다툼을 하다가 도화지에 의해 사망한다.
- 故 수세미

부엌파 일원. 도화지에 의해 사망한다.

#### 교직원들

##### 故 대머리파
- 故 장황작

대머리파 첫째. 처음엔 허황의 관상을 본다. 이후 병원에서 포경 수술을 한 뒤, 고구마를 보호하려다가 문구파에 의해 사망한다.
- 故 거북등

대머리파 둘째. 공책이 모자 속에 대머리 있냐고 묻자 그에게 다가간다. 그러다 사인펜에 의해 배를 뚫렸으나 자신의 등으로 사인펜을 밀어낸 뒤 공책 또한 죽인다. 하지만 자신도 사망한다.
- 故 명포수

대머리파 셋째. 허황과 함께 학교를 빠져나가려다 문구파에 의해 사망한다.
- 故 김악사

대머리파 넷째. 문구파에 의해 사망한다.
- 故 왕대손

대머리파 다섯째. 문구파를 제압하지만 결국 문방구에 의해 사망한다.

##### 기타
- 故 고인임

2부 11화 뉴스의 사망자 명단에 올라와 있다.

### 하수고등학교 → 하수하등학교
- 하수일

하수고 일진 두목. 고수고의 상황을 확인한 뒤 고수고로 간 뒤, 시합을 하지만 패배한다. 이후 명포수가 새총으로 쏜 분필에 머리를 맞는다.
- 하수이

하수고 일진 2인자. 허황에게 덤벼들지만 전기 충격기에 맞아 쓰러진다. 이후 쓰러진 하수일을 든 뒤 거북등이 하수고등학교에서 하수하등학교로 이름이 바뀐 간판을 가져가라고 하자 깔끔하게 새로 맞추겠다고 한 뒤 도망친다.
- 하수장

하수고등학교장. 거북등의 등에 의해 밀려나가며 별이 되고 만다. 이후 환영 상태로 나타나 고수고 학생들을 쓰러트리라고 명령한다.

### 故 노숙파
- 故 두식

노숙파 첫째. 1부에선 허황과 맞서다가 곧 허황을 속인 뒤 돈을 들고 달아난다. 이후 2부에서 재등장한 뒤 목숨 바쳐 허황을 보호하지만 결국 문구파에 의해 사망한다.
- 故 석삼

노숙파 둘째. 두식의 명령에 의해 도화지의 목을 낫으로 자르려고 했지만 기겁해 포기하고 대신 머리카락을 자른다. 이후 문구파에 의해 사망한다.
- 故 너구리

노숙파 셋째. 문방구에게 손가락 욕을 한 뒤, 결국 문방구에 의해 사망한다.

### 기타
- 허벌

허황의 아버지. 2부 11화 뉴스에서 낚시를 하려다가 태풍에 의해 자신의 어선이 허벌이 나고, 허벌 또한 실종된다.
- 견출지

前 문구파 일원. 처음엔 허황을 비웃다가 곧 허황이 3D로 봐준다고 한 뒤 허황에게 맞는다. 이후 3D TV 개발을 위해 공장에 취직됐다고 한다.
- 표창투

범죄심리학자. 2부 11화 뉴스에서 나오는데, 허황은 전형적인 사이코패스이며 총기를 소지하고 있을 것으로 보인다고 했다.
- 고수

고구마의 아들. 에필로그에서 아버지인 고구마와 함께 이삿짐 센터를 도와주고 있다.
- 신동구

### 경찰
- 김형오

형사. 허황을 체포하려고 집안 욕실까지 쳐들어갔지만 사실 허황의 함정이었다. 결국 허황의 전기 충격기에 맞고 쓰러지다가 권총을 떨어뜨리고, 이 권총은 나중에 허황이 문구파를 공격하는데 쓰게 된다.

### 해태파
- 최무홍

### 주작파
- 육유두

- 추자풍

### 백호파
- 원수현

## 문제점
- 2015년 12월 10일 네이버 웹툰에 귀귀의 《낚시신공》41화 피바람편에서 미성년자 관람불가 수준의 고어물을 연출해 논란이 되었다. 내용은 해태신공을 익힌 문방구가 전기톱의 손목을 자르고 공구점의 얼굴을 뜯어서 벽에 던져버린 것인데 지나칠 정도로 잔인하게 묘사된 것이다. 결국 해당 화는 네이버 웹툰 관리자에 의해 삭제되었고 귀귀로 인해서 네이버 웹툰 관리자가 사과문[1]을 올린 후 낚시신공은 강제 휴재 처리되었다. 구성상의 문제로 40화 도화지편도 삭제됐다. 이후 귀귀는 40화 도화지편과 41화 피바람편을 묶어서 2부 1화에 올릴 거라고 공지했으나,[2] 그동안 귀귀는 네이버 관계자들과 꾸준한 협의가 있었고 여러 가지 방법을 모색했지만 입장의 차이가 있었고 결과적으로 네이버만화에서는 낚시신공 2부 연재가 불가능해졌다.[3] 2016년 11월 7일에 투믹스에서 2부를 연재하겠다고 밝혔다. 그리고 김치맨, 호러특급, 열혈초등학교 등을 투믹스에서 연재하는 중이다.